# Tas-Silġ
Tas-Silġ est un complexe archéologique situé sur une colline du territoire de la commune de Marsaxlokk, à Malte.  Les équipes d'archéologues italiens qui ont fouillé le site en 1963 et 1972 ont montré sa réutilisation sur plus de quatre millénaires, depuis le premier temple mégalithique daté de la phase Ġgantija jusqu'aux Arabes vers l'an 1000 de notre ère. La durée exceptionnelle de son utilisation et la complexité de ses fouilles l'ont fait comparer à un « palimpseste archéologique ».

## Le site
Le site occupe une position en hauteur dominant la baie de Marsaxlokk sur un point correspondant au plus haut de la péninsule de Delimara. Il devait être visible loin en mer. Le site prend son nom d'une église située à proximité appelée Notre-Dame des neiges (maltais : Madonna ta’ Tas-Silġ). 

## Temple de l'Âge du bronze
Entre 2500 et 700 av. J.-C., la colline est occupée par des populations de l'Âge du bronze. Il n'a pas été retrouvé de preuve cependant que le site ait conservé sa fonction religieuse. Il s'agit d'un temple mégalithique typique de la phase Tarxien (3000-2500 av. J.-C.), comprenant une façade incurvée avec une seule section d'absides avec une entrée à chaque extrémité de l'axe principal. Plusieurs mégalithes autour du site suggèrent que le temple était accompagné d'autres structures. Une partie d'une statue d'un personnage corpulent est retrouvée comme dans les autres sites maltais de cette époque.

## Temple phénicien et carthaginois
Les architectes phéniciens réutilisent les éléments du vieux temple mégalithique, en particulier la façade incurvée en lui ajoutant deux pilastres symétriques chacun surmonté d'une double corniche à gorge. Entre les pilastres, une large dalle de pierre est insérée dans le sol rocheux évidé, de façon à supporter trois petits piliers droits, interprétés comme des bétyles et symbolisant probablement la demeure de la divinité.
Les diverses inscriptions puniques retrouvées montrent comment le culte original à l'Astarté phénicienne se transforme plus tard en celui de Tanit, son équivalent carthaginois,.
L'importance du sanctuaire s’accroît au cours des siècles. Il s'agrandit avec la construction d'un large portique rectangulaire qui vient entourer le temple phénicien ainsi que d'une cour fermée qui complète l'entrée. D'autres cours sont construites vers le nord, comprenant les autels monumentaux ; et d'autres espaces clos rectangulaires sont construits vers le sud. De lourds murs sont élevés autour de la colline, avec sans doute une fonction défensive.

## Temple romain
Les Romains qui succèdent aux Carthaginois réutilisent le site sacré en substituant au culte de Tanit, celui de Junon. C'est ce temple de Junon que Cicéron évoque dans ses Verrines, où il accuse Caius Licinius Verres d'avoir pillé le temple de certains de ses plus beaux ornements. Cicéron nous apprend également que le sanctuaire était très respecté, décrivant « ce lieu, où les flottes ennemies ont abordé tant de fois, où les pirates hivernent presque tous les ans, que nul brigand, avant lui, n'a violé, que nul ennemi ne profana jamais ».
Toujours pour dénoncer la cupidité de Verres, Cicéron rapporte cette anecdote concernant le temple : « la flotte de Massinissa ayant abordé dans ces lieux, l'amiral emporta du temple des dents d'ivoire d'une grandeur extraordinaire, et qu'à son retour en Afrique, il les offrit au roi. Celui-ci les reçut avec plaisir ; mais dès qu'il sut d'où elles venaient, il fit partir une galère à cinq rangs de rames, pour les reporter à Malte. On y grava cette inscription en caractères phéniciens : Le roi Masinissa les avait reçues imprudemment ; mieux informé, il les renvoya, et les fit replacer dans le temple ». Cicéron également témoigne de la richesse des trésors exposés : « On y voyait encore une grande quantité d'ivoire, beaucoup d'ornements, entre autres deux Victoires d'un goût antique et d'un travail précieux. »
Le site semble subir une désaffection au Ier siècle, au contraire des autres sites païens de l'archipel maltais.

## Église chrétienne
La reprise de l'activité cultuelle semble correspondre à une réutilisation chrétienne du site.
Vers le IVe siècle, une église est bâtie sur le site sacré. Elle reprend un plan de basilique avec une nef centrale et deux ailes latérales délimitées par des allées de colonnes. Un petit baptistère rectangulaire est construit au centre de ce qui était autrefois le temple préhistorique,. Les fonts baptismaux sont formés d'un bassin rectangulaire profond de 55 cm, daté de la fin du IVe siècle ou le début du Ve siècle. C'est le bâtiment maltais le plus remarquable de la présence byzantine.
De nombreux bâtiments de la même époque entouraient le site, en particulier dans le secteur nord ; un monastère semble une hypothèse logique, sans preuve archéologique retrouvée cependant. L'activité du complexe chrétien semble avoir été longue et ne cesser qu'à l'invasion musulmane de 870, malgré des indices d'attaques possibles et de destruction partielle des bâtiments. L'activité cesse brutalement après 870, le complexe est peut-être détruit à cette époque même s'il est possible qu'il ait pu être utilisé comme un lieu de culte musulman.
Trois tombes ont été mises au jour sur le site : une d'époque romaine, une autre médiévale et une troisième mal datée, peut-être musulmane.

## Époque moderne et redécouverte du site
Le site est ensuite abandonné et les ruines servent probablement de carrière de pierre. Deux fermes occupaient le site au Moyen Âge.
Les premiers antiquaires et archéologues maltais décrivent des restes antiques et des éléments de pierres sculptées dans la région, mais sans qu'il soit possible d'affirmer qu'il s'agisse de Tas-Silġ ou d'autres sites antiques proches. La première mention assurée du site date du début du XXe siècle par l'archéologue Mayr puis Thomas Ashby. Plus tard, vers 1934, Themistocles Zammit effectue quelques tranchées de fouille et souligne l'importance potentielle du site mais il faudra attendra 30 ans de plus pour une étude plus complète.
Le temple a été proposé comme étant celui consacré à Héraclès, mais cette hypothèse a été abandonnée après les fouilles.
L'ensemble du site est fouillé par une mission archéologique italienne entre 1963 et 1970 puis entre 1996 et 2004 par l'Université de Malte.
De nombreux artefacts archéologiques sont découverts sur le site. Notamment une petite statue d'Horus en métal de 3,8 cm de hauteur, une petite plaque d'os en forme de lotus, l'oreille gauche en ivoire d'une statue, de nombreux éléments sculptés d'architecture et de très nombreux tessons de poterie.
Après les fouilles, le site est partiellement recouvert de terre pour le protéger des intempéries.
En 2012, à l'aide d'un robot sous-marin, un vaste système de citernes est découvert sous le site. L'origine est vraisemblablement préhistorique avec des améliorations durant les périodes puniques et romaines.
C'est l’organisme officiel Heritage Malta qui gère le site de nos jours. Le complexe archéologique n'est pas actuellement ouvert à la visite, sauf à certains groupes sur demande.